# Trekamp
Trekamp har varit en form för mångkamp inom friidrott för damer. Den omfattar delgrenarna löpning 100 meter, höjdhopp och diskuskastning. Trekamp var en gren vid de första svenska mästerskapen i friidrott för damer 1928, då Gurli Söderström blev svensk mästare.
Den sista svenska mästaren i trekamp var Mona-Lisa Englund, som vann 1950. Året efter var grenen ersatt i mästerskapen av femkamp, som hon också vann. Femkamp har senare också utgått ur mästerskapsprogrammet och är idag (2023) ersatt av sjukamp.

## Trekamp vid Finnkampen
Vid Finnkampen, den årliga friidrottslandskampen mellan Sverige och Finland, förekommer en annan form för trekamp som mångkampsgren för både damer och herrar. De tre grenarna är höjdhopp, häcklöpning (100 meter resp. 110 meter) och kulstötning. Tävlingen genomförs på en dag, den ena dagen för damer, den andra för herrar.[källa behövs]